# 王士谷
王士谷（1928年—2000年3月26日），男，浙江海宁人，中国新闻工作者，曾任中国新闻社副社长、总编辑、社长，中华全国新闻工作者协会主席团委员。